# Туляков Вячеслав Олексійович
Туляков Вячеслав Олексійович (нар. 28 липня 1961) — український правознавець, спеціаліст у галузі кримінального права, кримінології, віктимології; доктор юридичних наук, професор. Проректор з міжнародних зв'язків Національного університету «Одеська юридична академія». Суддя ad hoc Європейського суду з прав людини.

## Наукова біографія та кар'єра[1]
У 1983 році закінчив Одеський державний університет ім. І. І. Мечникова за спеціальностями «правознавство», «перекладач-референт».
У 1986 році завершив навчання в аспірантурі кафедри кримінального права, процесу і криміналістики Одеського державного університету ім. І. І. Мечникова та захистив кандидатську дисертацію на тему «Криминологические проблемы борьбы с социально-негативным поведением (на материалах изучения агрессивных антиобщественных проступков)».
У 1991 році було присвоєне у вчене звання доцента
Протягом 1986—1991 років — працював асистентом, а з 1991 року — доцентом кафедри кримінального права, процесу і криміналістики Одеського державного університету ім. І. І. Мечникова. З 1993 року — докторант цієї ж кафедри.
У 2001 році захистив дисертацію на здобуття наукового ступеня доктора юридичних наук на тему: «Вчення про жертву злочину: соціально-правові основи» за спеціальністю 12.00.08 — кримінальне право та кримінологія; кримінально-виконавче право. У 2003 році присвоєне вчене звання професора.
З 2000 по 2015 роки — завідувач кафедрою кримінального права Національного університету «Одеська юридична академія».
З 2005 року — Проректор з міжнародних зв'язків Національного університету «Одеська юридична академія».
У 2010 році обраний членом-кореспондентом Національної академії правових наук України. 
З квітня 2013 року — суддя ad hoc Європейського суду з прав людини.
3 2018 року — персональний член Академічної мережі Європейського кримінального права (ECLAN).

## Наукові інтереси та здобутки
Наукові інтереси пов'язані з розробкою загальної теорії вчення про жертву злочину в українській юридичній науці, соціології кримінального права.
Автор першої в Україні монографії, присвяченої загальнотеоретичним засадам кримінальної віктимології  — «Віктимологія: соціальні та кримінологічні проблеми».
Автор понад 250 наукових праць у сфері:
- боротьби з агресивною злочинністю,
- загальної теорії кримінології;
- віктимології,
- методології кримінального права;
- парадигми кримінального проступку;
- сучасних динаміки та феномену сингулярності кримінального права.

Один з фундаторів наукової школи з кримінального права Одеської школи права. Підготував 20 кандидатів та 3 докторів наук.
Член редколегій низки юридичних журналів та часописів в України та за кордоном.
*Індекси цитування обраховуються в автоматичному режимі наукометричною системою Google_Scholar

## Особливі відзнаки та почесні звання
Стипендіат Гельсінського інституту ООН з попередження злочинності (1989 рік);
Експерт Спеціального комітету комісії ООН з попередження злочинності та кримінального правосуддя (1992—1997 роки);
Заслужений діяч науки і техніки (2011 рік);
Член Європейської групи публічного права.
Нагороджений:
- Почесною грамотою Міністерства освіти і науки України (2004 р.);
- Почесною грамотою Верховної Ради України (2013 р.).

## Основні наукові праці
- Tulyakov V.A. et al/ Handbook on justice for victims. On the use and application of the United Nations Declaration of Basic Principles of Justice for Victims of Crime and Abuse of Power — New York, 1999. — UNODCCP, UN Centre for International Crime prevention — Doc. E/CN.15/ 1997/CRP. 11. — 126 p.
- Туляков, В. А. Декларация Основных принципов правосудия для жертв преступлений и жертв злоупотребления властью и ее воплощение в законодательстве Украины // Юридический вестник. — Одесса, 1999. — № 1.- С. 46-47.
- Туляков В. А. Виктимология (социальные и криминологические проблемы): Монографія — Одеса: Юридична література, 2000. — 336 с.
- Tulyakov, V.A. Principles of Criminal law (norms formation and enforcement): Принципи кримінального права (формування та реалізація норм): Working programme / V.A. Tulyakov, Y.V. Yulinetskaya, E.Y. Polyansky ; Odesa National Academy of Law . ─ O. : Feniks, 2008 . ─ 36 p.
- Туляков В. А. Основания теории декриминализации / В. А. Туляков // Сучасний вимір держави та права: зб. наук. пр. / за ред. В. І. Терентьєва, О. В. Козаченка. — Миколаїв: Іліон, 2008. — С. 476—477.
- Туляков В. О. Віктимологічні засади кримінального права //Актуальні проблеми держави та права — Вип. 11. — Одеса, 2001. — С.442-445.
- Туляков, В. О. Теоретичні проблеми кримінально-правової віктимології // Наукові праці Одеської національної юридичної академії. — 2002. — Вип. 1. ─ C.266-273.
- Vyacheslav A. Tulyakov The dualism of business victimization and organized crime // Trends in Organized Crime — 2001 — Volume 6, Issue 3-4 — pp 94-99.
- Туляков, В. О. Динаміка кримінального права: основні закономірності / В. О. Туляков, М. А. Тулякова // Актуальні проблеми держави і права* : зб. наук. праць . 1994-. — 2005. — Вип. 25 . 664 с. — С. 488—491.
- Туляков В. О. Предмет уголовно-правового регулирования: к постановке проблемы// Наукові праці Одеської національної юридичної академії (Том VI) — Одеса: «Юридична література»,2007 — С. 150—159.
- Туляков В. О. Кримінальне право сучасності: криза доктрини чи криза юрисдикцій? //Право України.- 2010. -№ 9.- Київ: ТОВ «Видавничий дім „Ін Юре“».- С.40-45.
- Туляков В. А. Призначення покарання в судовій практиці. Навчально метод. посібник. // гол. ред. В. О. Туляков та інш.; Національний університет «Одеська юридична академія». — Одеса: Фенікс. — 2011. — 116 с.
- Туляков В. А. Современная уголовная политика Украины и европейское законодательство (The relationship of Ukraine's criminal policy and the European community) / [Текст] / В. А. Туляков // Правовая политика стран ЕС: сравнительные аспекты: Мат-лы Межд. науч.-практ. конф. (Одеса, 29 вересня — 01 жовтня 2012 р.) — Turkey-Ukraine Comparative Criminal Law Symposium −2 — Hukuk # 1336 — Ankara, 2012 — p.201-221.
- Туляков В. О. Правосудие переходного периода и перспективы развития уголовного законодательства / В. О. Туляков // Правове життя сучасної України: матеріали Міжнар. наук.-практ. конф. (м. Одеса, 16-17 травня 2013 р.). Т. 2. — О. : Фенікс, 2013. — С.259-261.
- Туляков В. О. Порівняльний метод у науці кримінального права / В. О. Туляков // Вісник Асоціації кримінального права України. — 2014. — № 1(2). — С. 29-40.
- Туляков В. О. Кримінальне право сьогодення: ренесанс моделі сталого розвитку / В. О. Туляков // Вісник Асоціації кримінального права. — 2014. — № 2(3). — С. 1-19.
- Vyacheslav A. Tulyakov. Criminal law and development / Сборник трудов по итогам Международной научно-практической конференции «Международное право развития: современные тенденции и перспективы» (Одесса, 17 июня 2015 г.). — С. 14-19.
- Туляков В. О. Сингулярність у кримінальному праві / В. О. Туляков // Юридичний вісник України. — 2016. — № 45 (1113). — 11-17 лист. — С. 7.